# Chysis laevis
Chysis laevis es una especie de orquídea con hábitos de epifita, originaria de Centroamérica.

## Descripción
Es una orquídea de gran tamaño con hábitos de epifita y con alargados pseudobulbos fusiformes de 60 cm de largo, atenuados hacia los 2 extremos. Hojas de 40 cm de largo y 8 cm de ancho. Inflorescencia con hasta 8 flores vistosas y carnosas, emergiendo lateralmente desde la vaina del nuevo brote, las flores con sépalos y pétalos amarillos a amarillo-verdosos con manchas anaranjadas, labelo amarillo manchado de rojo y con rayas rojas entre y a los lados del callo blanco; sépalo dorsal 5 cm de largo y 1.9 cm de ancho, los sépalos laterales 3 cm de largo y 1.9 cm de ancho; pétalos 4.5 cm de largo y 1.9 cm de ancho; labelo con los lobos laterales encorvados, disco de 7 carinas, 3 bien elevadas y prominentes y 1 par más corto a cada lado; columna arqueada, con una protuberancia triangular cerca de la base.

## Distribución y hábitat
Es una especie poco frecuente, que se encuentra en las nebliselvas, a una altitud de 1350–1800 metros desde México a Nicaragua.

## Taxonomía
Chysis laevis fue descrita por John Lindley   y publicado en  Edwards's Botanical Register 26: misc. 61. 1840.
Etimología
Chysis: nombre genérico que procede del griego antiguo Chysis =  "fusión" en referencia a que las polinias a menudo tienden a estar fundidas.
laevis: epíteto latino que significa "dentado".
Sinonimia
- Chysis orichalcea Dressler (2000)
- Chysis nietana Gojon Sánchez (1930)[7][8]